# Sumini
Sumini (Indonèsia, c. 1975) és una guardaboscs i activista climàtica indonèsia contra la desforestació i la caça furtiva a la província d'Aceh.
Els seus esforços per a constituir la primera entitat de gestió sostenible de boscos encapçalada per dones en aquest estat asiàtic feu que l'any 2023 fora distingida com una de les dones més influents del món segons la radiotelevisió britànica BBC.

## Trajectòria
Mare de cinc fills i pertanyent a la vila de Damaran Baru, habitada pels atjehs, la lluita climàtica de Sumini té l'origen en el canvi aplicat en la seua comunitat local, molt propera a l'àrea natural de Gunung Leuser, en la província d'Aceh. Aquest territori rau en una configuració social molt dominada per les jerarquies masculines —amb càstigs corporis cap a la dona com ara la xaria islàmica— i també per la desforestació il·legal i la caça furtiva d'espècies amenaçades.
L'any 2015, més d'un miler d'habitatges hi van quedar destruïts per la forta revinguda del riu que hi transcorre. Després d'insistir al seu marit pel motiu de tota aquella fusta i deixalles que havia deixat la catàstrofe, Sumini veié la tala massiva d'arbres i la consegüent erosió del sòl, causa de freqüents solsides. La situació provocà que es predisposara a crear una entitat de dones per a contrarestar totes les activitats il·lícites de la zona, la Lembaga Pengelola Hutan Kampung (LPHK, equivalent en valencià a 'Institut de Gestió Forestal del Poble').
D'inici, les seues peticions no reberen cap suport institucional. Açò feu que començaren a crear expedicions de cinc dies per tal d'eliminar les trampes de caça, documentar la biodiversitat, replantar exemplars d'arbres endèmics i també instal·lar senyals d'advertiment sobre les conseqüències i avisos al govern d'allò que no hi era permés. Finalment, el seu grup rebé el permís del Ministeri de Medi Ambient i Forestal indonesi per a gestionar la superfície forestal de 251 hectàrees de la seva vila, en una concessió de 35 anys. L'estiu del 2023, Sumini també rebé, en nom de l'entitat, el premi Kalpataru atorgat pel ministeri a la millor iniciativa mediambiental.
Un dels majors reptes i dificultats de Sumini és la forta hostilitat i el tracte de condescendència que rep en la seua feina forestal, especialment com a líder femenina en pro de la preservació de la biodiversitat i en una societat patriarcal i conservadora. Fins i tot s'ha documentat que alguns dels caçadors furtius que revertixen la tasca de silvicultora de Sumini són hòmens del veïnat o àdhuc marits i familiars de les membres de la seua entitat. Tanmateix, l'associació forestal de Sumini també ha aconseguit implicar excaçadors que volen fer pedagogia i redimir-se de la seua experiència anterior.
Diversos mitjans, activistes de renom de la regió i xarxes de conscienciació climàtiques internacionals destacaren la figura de Sumini, d'ençà de mitjan dècada del 2010, com a referent d'activisme climàtic i d'apoderament femení a Indonèsia. Aquesta implicació associativa i de salvaguarda ecològica comportà que la BBC s'hi fixara i la distingira en la llista 100 Women del 2023 com una de les dones amb més influència d'arreu del món. Fon una de les dues indonèsies seleccionades, juntament amb l'escaladora Desak Made Rita Kusuma Dewi.